# آلیس تیماندر
آلیس تیماندر (انگلیسی: Alice Timander; ۶ اکتبر ۱۹۱۵ – ۳ ژوئیهٔ ۲۰۰۷) هنرپیشه، و دندان‌پزشک اهل سوئد بود.